# Salvadora lemniscata
La culebra parchada del Pacífico (Salvadora lemniscata) es una especie de serpiente que pertenece al género Salvadora. Es nativo de México y probablemente Guatemala. Es una especie terrestre que vive en bosque seco y pastizales, entre 0 y 1000 m s. n. m..